# Archytas thompsoni
Archytas thompsoni är en tvåvingeart som beskrevs av Guimaraes 1973. Archytas thompsoni ingår i släktet Archytas och familjen parasitflugor. Inga underarter finns listade i Catalogue of Life.